# Demetrio Lastarria
Marcial Demetrio Lastarria Villarreal (Santiago, 21 december 1844 – omgeving San José de Maipo, 17 mei 1891) was een Chileens politicus.
Hij studeerde rechten aan de Universiteit van Chili (promotie 1866) en maakte deel uit van de Chileense legatie in Lima (1863). In 1865 maakte hij een reis door Europa. Nadien was hij werkzaam in het rechtswezen. Van 1882 tot 1883 was hij gevolmachtigd minister van Chili in Brazilië en Uruguay.
Van 1876 tot zijn overlijden in 1891 was hij lid van de Kamer van Afgevaardigden voor de Partido Liberal (Liberale Partij). Van 1885 tot 1889 was hij voorzitter van de Kamer van Afgevaardigden, nadat hij van 1879 tot 1884 plaatsvervangend voorzitter van het lagerhuis was geweest. In 1888 werd hij door president José Manuel Balmaceda benoemd tot minister van Buitenlandse Zaken, Eredienst en Kolonisatie. In 1889 was hij enige tijd minister van Binnenlandse Zaken.
Tijdens de Chileense Burgeroorlog (1891) koos hij partij voor president Balmaceda. In de laatste fase van de oorlog, toen de regeringstroepen en het onderspit dolven, trachtte Lastarria Chili te ontvluchtten en naar Argentinië te gaan. Hij overleed vrij onverwacht tijdens zijn vlucht.